# Борин
Борин е герой от фантастичния свят на британския автор на книги Дж. Р. Р. Толкин.

## За него
Борин е джудже от рода на Дурин. Той е втори син на кралят на джуджетата от железните хълмове Дайн Железоноги. Според описанието на рода на Борин се достига до заключението, че той самият е пряк предшественик на двете джуджета Балин и Гимли. 